# Фукаџи (острво)
Острво Фукаџи (јап. 外地島) Fukaji-jima, је ненастањено острво у области Шимаџири у префектури Окинава, Јапан. Острво припада групи острва Керама, у архипелагу Рјукју.
На острву Фукаџи налази се аеродром Керама близ чијег улаза је смештена опсерваторија за посматрање китова.